# 小行星6969
小行星6969（英語：6969 Santaro）是一颗围绕太阳公转的小行星。1991年11月4日，大友哲在藤枝市发现了此天体。
这颗小行星的绝对星等为305.6334669075366等。